# 黃鈺
黃鈺（1817年—1881年），字孝侯，號穉漁，安徽省休寧縣古林人，清朝政治人物。

## 生平
行二。咸豐三年（1853年）癸丑科進士，選庶吉士，散館授編修。歷官五品銜國子監司業，南書房行走。歷升國子監祭酒、詹事府詹事。官至刑部左侍郎。

## 外部連結
- 黃鈺 （页面存档备份，存于） 中研院史語所